# Modesta (cortometraje)
Modesta es un cortometraje de 1956 creado en Puerto Rico y protagonizado por Antonia Hidalgo y Juan Ortiz Jiménez, premiado en el Festival Internacional de Cine de Venecia.

## Sinopsis
Se trata de un manifiesto feminista con toques cómicos ambientado en Puerto Rico.
Modesta, una mujer campesina, se rebela y lidera una huelga de mujeres contra el autoritarismo de sus maridos. Funda la Liga de Mujeres Liberadas para luchar por sus derechos y elabora una lista de demandas como la erradicación de la violencia doméstica, la participación de los hombres en las tareas del hogar varios días a la semana y la responsabilidad compartida en el cuidado de los hijos.

## Producción
La película fue adaptada por Benjamin Doniger, Luis A. Maisonet y René Marqués a partir de una historia de Domingo Silas Ortiz y producida por DIVEDCO. También fue dirigida por Doniger.
El cartel promocional fue realizado por Lorenzo Homar. El cortometraje fue rodado en español.

## Legado
El cortometraje tenía un enfoque progresista para su época. Modesta ganó el primer lugar en la categoría de películas cortas en el Festival de Cine de Venecia en 1956.
En 1998, Modesta fue seleccionada para su preservación en el Registro Nacional de Cine de los Estados Unidos por la Biblioteca del Congreso por ser "cultural, histórica o estéticamente significativa", convirtiéndose en una de las pocas películas latinas que recibió ese honor. Además pasó a dominio público.